# عملیات حرارتی بر روی مارتنزیت

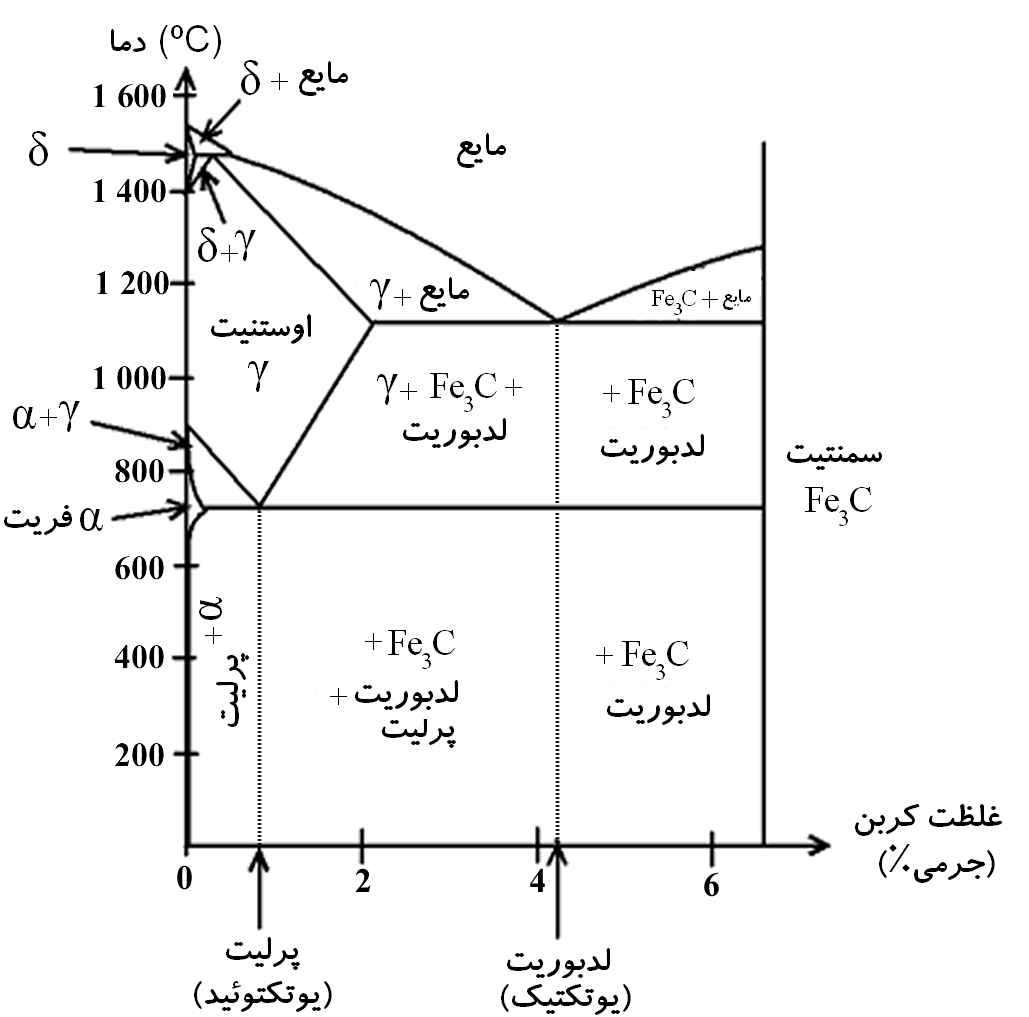
نمودار فازی آهن کربن

تولید فولاد با ویژگی های مطلوب در صنعت و برای تولید ابزار از دیرباز مورد توجه بوده است. به منظور شناخت کافی پیرامون ترکیبات فولاد و درصد کربن موجود در آن نمودار فازی آهن و کربن پدید آمده است. در این نمودار حالت های مختلف فولاد مورد بررسی قرار گرفته است و فازهایی همچون آهن دلتا، آهن فریت، آهن آستنیت، آهن پرلیت و یا سمانتیت در آن مشخص است. اما این نمودار مشکلی دارد و آن عدم مشخص بودن عنصر زمان و سرعت سرد کردن است. به این منظور نموداری تحت عنوان نمودار زمان-دما-استحاله (TTT) پدید آمده است. 

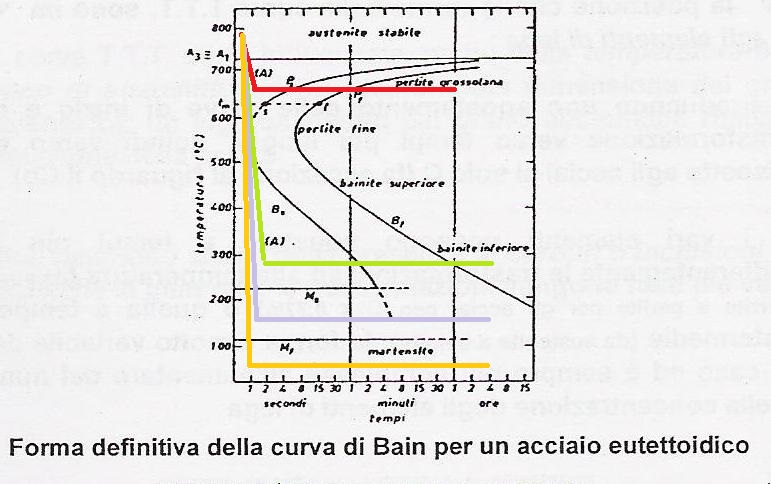
نمودار دما-زمان-استحاله (TTT)

یکی از مهمترین حالت هایی از فولاد که در این نمودار قابل تشخیص است مارتنزیت می باشد. این فولاد به عنوان مستحکم ترین و سخت ترین فولاد شناخته می شود. ولی این به معنای از دست دادن شکل پذیری است. به منظور رفع این مشکل از نوعی عملیات حرارتی برروی مارتنزیت با نام تمپر کردن استفاده می شود. محصول این عملیات مارتنزیت تمپر شده است که استحکام پایین ترن و شکل پذیری بالاتری از حالت قبل عملیات حرارتی دارد.

## مارتنزیت
یکی از ریزساختارهایی که ممکن است در آلیاژهای فولاد ایجاد شود مارتنزیت است. مارتنزیت، سخت‌ترین ، مقاوم‌ترین و تردترین ریزساختار است و در واقع دارای قابلیت چکش‌خواری ناچیزی است.
سختی مارتنزیت به مقدار کربن آن یعنی تا حدود 0.6 درصد وزنی بستگی دارد. بر خلاف فولادهای پرلیتی به نظر نمی رسد که مقاومت و سختی مارتنزیت به ریز ساختار آن بستگی داشته باشد. بلکه این خواص به تاثیر اتم‌های کربن بین شبکه‌ای در ممانعت کردن از حرکت نابجایی‌ها و به سیستم‌های نسبتا کم لغزش برای ساختار BCT نسبت داده می‌شود. 
آستنیت کمی از مارتنزیت چگالتر است و بنابراین در طول تغییر فاز مربوط به کوئنچ کردن، یک افزایش حجمی خالص دارد. در نتیجه قطعات نسبتا بزرگی که به سرعت سرد شده‌اند، در اثر تنش‌های داخلی، ترک بر می‌دارند و این مطلب به‌خصوص هنگامی که مقدار کربن بیشتر از 0.5 درصد وزنی باشد مشکل ایجاد می‌کند. 

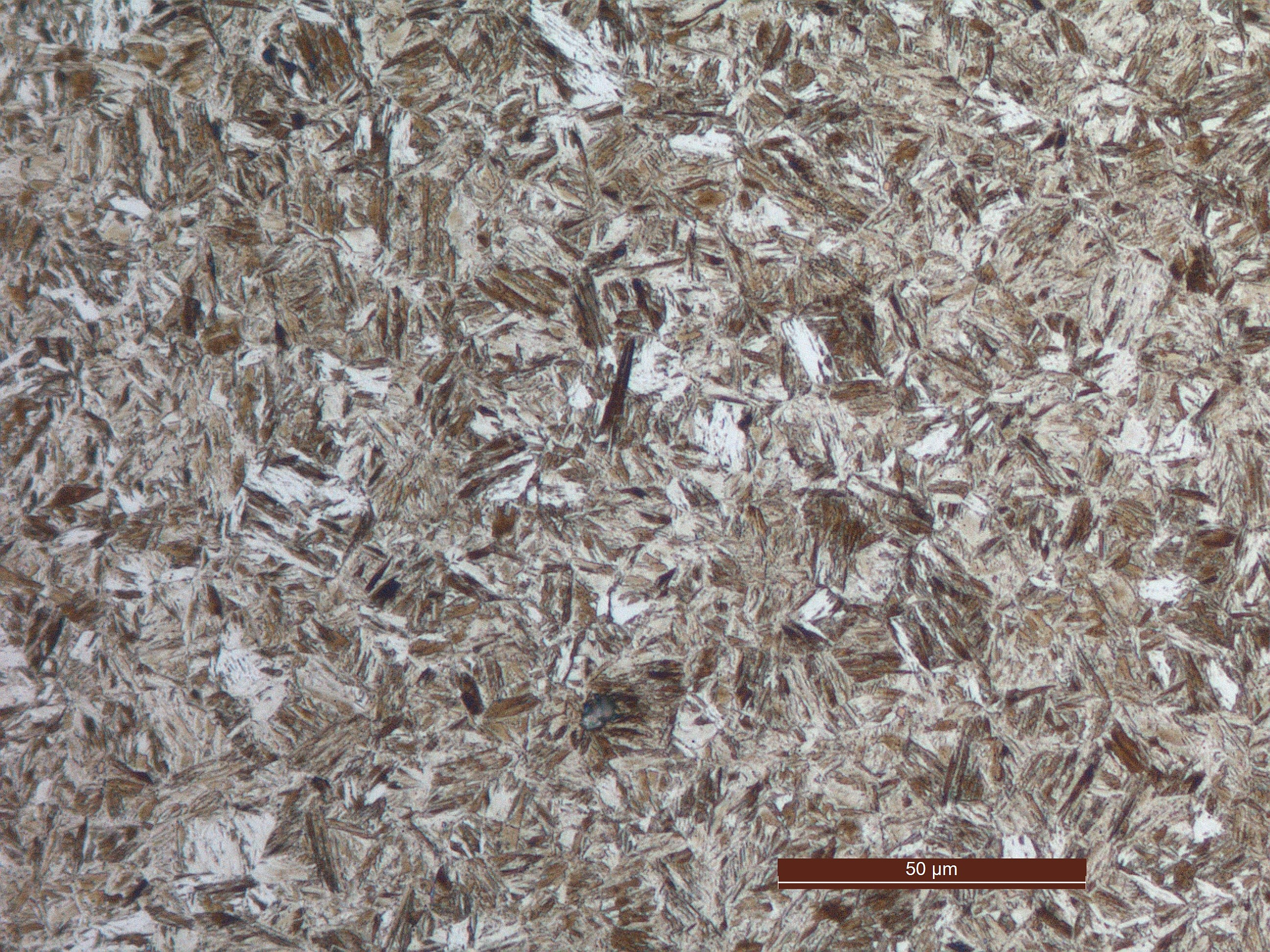
ریزساختار مارتنزیت

## مارتنزیت تمپر شده
همانطور که گفته شد مارتنزیت فازی نیمه پایدار و بسیار سخت و ترد است. از این رو برای کاهش سختی و تردی بیش از حد فاز مارتنزیت برای اغلب کاربردهای صنعتی، لازم است، فولاد مارتنزیتی شده در دماهایی بین حدود 200 تا 600 درجه سانتی‌گراد حرارت داده شود. درنتیجه بخشی از اتم‌های کربن حل شده با تشکیل کاربیدها از محلول جامد جدا می‌شوند.بدین صورت با شکل‌گیری ذرات کاربید، که سختی پایین‌تری دارند از سختی بالای مارتنزیت کاسته می‌شود.بنابراین در این نوع عملیات حرارتی که به بازپخت یا تمپرینگ موسوم است، با انجام فعل و انفعالاتی که از نظر ترمودینامیکی فعال می‌باشد، ساختار به حالت تعادلی نزدیکتر می‌شود. 
مارتنزیت تمپر شده ممکن است از نظر سختی و مقاومت با مارتنزیت برابری کند ولی ذاتا دارای چکش خواری و چقرمگی بالایی می‌باشد. این سختی و مقاومت را می‌توان با بزرگی سطح لایه مرزی فاز فریت-سمنتیت در واحد حجم که از خصوصیات ذرات ریز و بسیار زیاد سمنتیت است توجیه کرد.مجددا فاز سمنتیت سخت زمینه فریت را در امتداد مرزها تقویت می‌کند. این مرزها نیز به نوبه خود به عنوان مانعی در مقابل حرکت نابجایی در تغییر شکل پلاستیک عمل می‌کنند. فاز ممتد فریت زمینه نیز بسیار چکش‌خوار و نسبتا چقرمه می‌باشد که این‌ها خود دلایلی بر پیشرفت این دو خاصیت مارتنزیت تمپر شده می‌باشند. 
{\displaystyle {\ce {martensite (BCT) -> Tempered martensite (alpha + Fe3C)}}}
اندازه ذرات سمنتیت نیز بر رفتار مکانیکی مارتنزیت تمپر شده مؤثر می‌باشد. افزایش اندازه ذرات سطح مرزی فاز فریت-سمنتیت را کاهش داده و در نتیجه ماده‌ای نرم‌تر و ضعیف‌تر به دست می‌دهد که چقرمه‌تر و چکش‌خوارتر می‌باشد.به علاوه عملیات حرارتی تمپر کردن اندازه ذرات سمنتیت را تعیین می‌کند.متغیرهای عملیات حرارتی دما و زمان می‌باشند و اکثر عملیات‌ها فرآیندهایی در دمای ثابت می‌باشند. از آن‌جایی که نفوذ کربن در تغییر حالت مارتنزیتی به مارتنزیت تمپر شده دخالت دارد افزایش دما نفوذ کربن و سرعت رشد ذرات سمنتیت و درنتیجه سرعت نرم‌ شدن را شتاب می‌دهد. قبل از عملیات تمپر کردن ، ماده به وسیله روغن سریع سرد شده تا ساختار مارتنزیتی در آن ایجاد گردد. زمان تمپر کردن برای هر دمایی یک ساعت می‌باشد. 

## عملیات حرارتی به منظور بازپخت یا تمپرکردن

شکل الف - روند تمپر کردن 1)مارتنزیت 2)بینیت به صورت ایزوترمیک 3)بینیت به صورت انیزوترمیک

شکل الف مقابل فرآیند بازپخت متداول را برای یک فولاد کربنی ساده را نشان می‌دهد. با این عمل تنش‌های داخلی ایجاد شده در حین فرآیند بازپخت برطرف می‌شود. فرآیند بازپخت موجب کاهش استحکام،حد تسلیم،سختی و افزایش انعطاف‌پذیری و همچنین مقاومت به ضربه فولاد می‌شود. 
هرقدر دما بالاتر و یا مدت زمان حرارت‌دهی بالاتر باشد، مقاومت به ضربه فولاد افزایش اما استحکام و سختی کاهش می‌یابد.بنابراین فعل و انفعالاتی که در این مرحله انجام می‌گیرد به تغییر شرایط نفوذ برای اتم‌های کربن و جدا شدن کاربیدها بستگی دارد.این فعل و انفعالات را می‌توان در چهار مرحله بررسی کرد. 

### مرحله اول
در دمای بین 100 تا حدود 200 درجه سانتی‌گراد، مارتنزیت تتراگونال اشباع از کربن و نیمه پایدار به کاربید- یعنی Fe2.4C و مارتنزیتی که کربن کمتری دارد (0.25%) و دارای شبکه مکعبی است تبدیل می‌شود.ذرات کاربید- به اندازه‌ای ریزند که فقط با میکروسکوپ الکترونی قابل تشخیصند اما مارتنزیت مکعبی با جدا شدن این کاربید آسان‌تر از آستنیت باقی‌مانده اچ می‌شود و به این دلیل به رنگ تیره در ریزساختار نمایان می‌گردد. این تبدیل ، در دیلاتومتری مرحله اول با کوتاه شدن نمونه شناخته می‌شود. به طوری که در دمای 200 درجه سانتی‌گراد شروع می‌گردد. آستنیت باقی‌مانده در پایین‌تر از 200 درجه سانتی‌گراد هنوز تغییر نمی‌کند.رسوب به دست آمده در این مرحله ، می‌تواند دلیلی برای افزایش ناچیز سختی به ویژه در فولادهای پرکربن باشد. این فولاد دارای استحکام و سختی بالا انعطاف پذیری پایین است و بسیاری از تنش‌های باقی مانده در آن برطرف شده است.

### مرحله دوم
ابتدا در مرحله دوم بین 100 تا 200 درجه سانتی‌گراد(دما به عناصر آلیاژی بستگی دارد) آستنیت باقی‌مانده به کاربید- و مارتنزیت مکعبی تبدیل می‌شود.در کنار کاربید- مقداری سمنتیت هم می‌تواند ظاهر شود. تبدیل آستنیت باقی‌مانده به کمک دیلاتومتری با افزایش حجم شناخته می‌شود. در قطعات سخت شده اغلب مهم است که آستنت باقیمانده کاملا تبدیل شود ، در غیر این صورت خطر تبدیل به مارتنزیت در حین اعمال تنش‌های مکانیکی وجود دارد. به این ترتیب ابعاد قطعه تغییر می‌یابد که این پدیده در قطعاتی که باید دارای دقت بسیار زیاد در ابعاد باشند ( برای مثال در بلبرینگ‌ها) سبب تخریب آن‌ها می‌شود. در این مرحله از استحکام و سختی به اندازه جزئی کاسته می‌شود ولی هنوز هم مقدار آن‌ها بسیار بالاست ، انعطاف پذیری اندکی افزایش می‌یابد اما تافنس هنوز هم پایین است. 

### مرحله سوم
در مرحله سوم کاربید- به سمنتیت تبدیل می‌شود و ذرات سمنتیت رشد می‌یابند. انتقال Fe2.4C به Fe3c به تدریج صورت می‌گیرد.بنابراین در نمونه‌ای که در دمای 220 تا 260 درجه سانتی‌گراد حرارت داده شده است، Fe3C به خوبی با میکروسکوپ الکترونی قابل تشخیص است، در حالی که در فولادی که در 300 درجه سانتی‌گراد حرارت داده‌شده، کاربید- هنوز به طول کامل تبدیل نشده است. اضافه کردن سیلیسیوم سبب پایدار شدن کاربید- می‌شود. قسمت‌هایی از شبکه که از کربن آزاد می‌گردند، به تدریج به آهن فریت(BCC) تبدیل می‌شوند. به عبارت دیگر کربن مارتنزیت مکعبی به اندازه‌ای پایین می‌آید که به ترکیب فریت می‌رسد. سمنتیت ابتدا به شکل صفحات بسیار ریز و نازک ایجاد می‌شود که در دماهای بالاتر و به مدت زمان طولانی‌تر به شکل دانه‌های کروی شکل در‌ ‌می‌آید. این دانه‌ها به کمک میکروسکوپ با بزرگنمایی بالا قابل رویت هستند. این ریز ساختار نرم بوده و دارای تافنس بالا و شبیه به ریزساختار سمنتیت کروی شکل است.که به طور مستقیم از آستنیت با آنیل کردن کامل به دست می‌آید. بین 300 و 400 درجه سانتی‌گراد در دیلاتومتر مجددا مانند مرحله اول انقباضی در فولاد صورت می‌گیرد . شبکه مارتنزیت مکعبی در مقایسه با فریت با قرار گرفتن اتم‌های کربن به صورت فوق اشباع در آن به شدت کشیده شده است. در مرحله سوم، سختی فولاد با شدت بیشتری کاهش می‌یابد در صورتی که انعطاف پذیری آن به شدت افزایش خواهد یافت. 
فولادهایی که باید با وجود استحکام و سفتی بالا قابلیت انعطاف‌پذیری داشته باشند ، اغلب در دماهای بین 370 تا 480 درجه سانتی‌گراد حرارت داده خواهند شد. به کمک میکروسکوپ‌های الکترونی با بزرگنمایی بسیار بالا می‌توان لایه‌های بسیار نازک و دانه‌های کروی شکل کوچک سمنتیت را که درنتیجه حرارت‌دهی در 430 درجه‌سانتی‌گراد تشکیل شده‌اند به خوبی رویت کرد.
در حرارت‌دهی تا مرحله سوم، تردی فولاد به طور یکنواخت کاهش نمی‌یابد بلکه در محدوده‌ی دماهای معینی حتی افزایش هم می‌یابد. این افزایش به عنوان پدیده‌ی تردی حرارتی نامیده می‌شود که اهمیت صنعتی دارد. تردی حرارتی بین 250 تا 300 درجه سانتی‌گراد(اولین منطقه) را می‌توان به علت تبدیل آستنیت باقی‌مانده نرم به مارتنزیت مکعبی ترد دانست. هرچه آستنیت باقی‌مانده بیشتر باشد ، تردی حاصل بیشتر و متناسب با آن انرژی شکست کمتر خواهد بود. تردی حاصل بین 450 و 550 سانتی‌گراد(منطقه دوم) از اهمیت صنعتی بیشتری برخوردار خواهد بود. در اینجا موقعی که نمونه بعد از حرارت‌دهی سریع در آب سرد شود انرژی شکست به اندازه کمی کاهش می‌یابد در صورت که اگر به آرامی سرد شود به شدت کاهش می‌یابد. دلیل این تردی که فقط در انرژی شکست و نه در سختی قابل شناسایی است ، فعل و انفعالات رسوب سازی می‌باشد. چنین عملیات حرارتی با تغییر شکل (مانند نورد و از این قبیل) در محدوده‌های دمایی نامبرده شده خطرناک است، زیرا شکست‌های ترد می‌توانند ظاهر شوند. به کمک انتخاب دما و مدت زمان حرارت‌دهی مناسب و سرد کردن سریع از آن دماهای بالا و همچنین با استفاده از فولادهای مولیبدن دار می‌توان از ظاهر شدن تردی حرارتی جلوگیری کرد.

### مرحله چهارم
در بالاتر از دمای حدود 450 درجه ، در فولادهای کربن‌دار متداول تغییر ریزساختار انجام نمی‌گیرد.فولاد حرارت داده شده از فریت با دانه‌های ریز کاربید تشکیل شده است که با ازدیاد دما و طولانی‌تر کردن زمان درشت‌تر می‌شود. به طوری که به حالتی که در عملیات حرارتی نرم کردن به دست می‌آید نزدیک می‌شود. برعکس در فولادهای آلیاژی با درصد کافی از عناصر سازنده کاربید (برای مثال کروم ، تنگستن،وانادیوم، مولیبدن) در دماهای بالا تعدادی از کاربیدهای پایدار (کاربیدهای مخصوص) تشکیل می‌گردند. جداشدن این کاربیدها باعث افزایش سختی می‌شود.افزایش سختی در این حالت سختی ثانویه نامیده می‌شود. 

## تنش ناشی از عملیات حرارتی
همانطور که گفته شد به منظور ایجاد مارتنزیت نیاز است تا فولاد از دمای آستنیت طی یک مرحله کوئنچ تا دمای بسیار پایین (بسته به مقدار کربن درون فولاد) رسانده شود. همچنین نیاز است تا این فرایند متناسب با نوع فولاد در به سرعت انجام شود. این فرآیند سبب می شود تا دمای سطح و عمق قطعه فولادی متفاوت بوده و در یک زمان یکسان به دمای مدنظر نرسند. این اتفاق موجب پیدایش تنش هایی حاصل از انبساط و انقباض قطعه می گردد که به این تنشها تنشهای حرارتی گفته می شود. به منظور جلوگیری از پدید آمدن اینگونه تنش ها از روشی به نام مارتمپرینگ استفاده می گردد.

### مارتمپرینگ
در این روش قطعه فولادی در دمای آستنیتی قرار گرفته و پس از آن به سرعت درون ظرفی حاوی نمک مذاب یا روغن داغ قرار می گیرد. قطعه مورد نظر به مدت زمان معینی درون این محیط که دمایش کمی بالاتر از شروع مارتنزیت است قرار می گیرد. قبل از اینکه تبدیل آستنیت به باینیت شروع شود، قطعه با سرعت متوسطی تا دمای اتاق سرد می شود. سرانجام این قطعه فولادی تحت عملیات حرارتی بازپخت یا تمپرینگ قرار می گیرد. بدین وسیله یک ریزساختار مارتنزیتی بازپخت شده به دست می آید که تنش های حرارتی در آن وجود ندارد.